# Lijst van nummer 1-dvd's in de Nederlandse Muziek DVD Top 30 in 2002
Deze lijst bevat alle Nummer 1-muziek dvd's uit 2002. Toen was het nog de Nederlandse Muziek DVD Top 10. Vanaf 5 september dat jaar werd de lijst ingekort tot een top 5. Vanaf 16 november bestaat de lijst uit 30 posities. De lijst werd samen gesteld door GfK Dutch Charts.
| Nummer | Datum        | Artiest         | Titel                                |
| ------ | ------------ | --------------- | ------------------------------------ |
| 1      | 2 maart      | Eagles          | Hell Freezes Over                    |
|        | 9 maart      | Eagles          | Hell Freezes Over                    |
|        | 16 maart     | Eagles          | Hell Freezes Over                    |
| 2      | 23 maart     | Dire Straits    | Sultans Of Swing - The Verry Best Of |
| 3      | 30 maart     | Robbie Williams | Live At The Albert                   |
|        | 6 april      | Robbie Williams | Live At The Albert                   |
|        | 13 april     | Robbie Williams | Live At The Albert                   |
|        | 20 april     | Robbie Williams | Live At The Albert                   |
|        | 27 april     | Robbie Williams | Live At The Albert                   |
|        | 4 mei        | Robbie Williams | Live At The Albert                   |
| 4      | 11 mei       | Eagles          | Hell Freezes Over                    |
|        | 18 mei       | Eagles          | Hell Freezes Over                    |
| 5      | 25 mei       | Roger Waters    | In The Flesh - Live                  |
| 6      | 1 juni       | Queen           | The Freddie Mercury Tribute Concert  |
| 7      | 8 juni       | Frans Bauer     | Live In Ahoy' 2001                   |
|        | 15 juni      | Frans Bauer     | ’’Live In Ahoy’ 2001’’               |
|        | 22 juni      | Frans Bauer     | ‘’Live In Ahoy’ 2001’’               |
| 8      | 29 juni      | Eagles          | ‘’Hell Freezes Over’’                |
|        | 7 juli       | Eagles          | ‘’Hell Freezes Over’’                |
|        | 13 juli      | Eagles          | ‘’Hell Freezes Over’’                |
|        | 20 juli      | Eagles          | ‘’Hell Freezes Over’’                |
|        | 27 juli      | Eagles          | ‘’Hell Freezes Over’’                |
|        | 3 augustus   | Eagles          | ‘’Hell Freezes Over’’                |
|        | 10 augustus  | Eagles          | ‘’Hell Freezes Over’’                |
|        | 17 augustus  | Eagles          | ‘’Hell Freezes Over’’                |
|        | 24 augustus  | Eagles          | ‘’Hell Freezes Over’’                |
|        | 31 augustus  | Eagles          | ‘’Hell Freezes Over’’                |
|        | 7 september  | Eagles          | ‘’Hell Freezes Over’’                |
| 9      | 14 september | Robbie Williams | ’’Live At The Albert’’               |
|        | 21 september | Robbie Williams | Live At The Albert                   |
| 10     | 28 september | U2              | Rattle & Hum                         |
| 11     | 5 oktober    | Eagles          | Hell Freezes Over                    |
| 12     | 12 oktober   | U2              | Rattle & Hum                         |
| 13     | 19 oktober   | Eagles          | Hell Freezes Over                    |
| 14     | 26 oktober   | Queen           | Greatest Video Hits 1                |
|        | 2 november   | Queen           | Greatest Video Hits 1                |
|        | 9 november]  | Queen           | Greatest Video Hits 1                |
| 15     | 16 november  | Marco Borsato   | Onderweg – Live in de Kuip           |
|        | 23 november  | Marco Borsato   | Onderweg – Live in de Kuip           |
|        | 30 november  | Marco Borsato   | Onderweg – Live in de Kuip           |
|        | 7 december   | Marco Borsato   | Onderweg – Live in de Kuip           |
|        | 14 december  | Marco Borsato   | Onderweg – Live in de Kuip           |
|        | 21 december  | Marco Borsato   | Onderweg – Live in de Kuip           |
|        | 28 december  | Geen DVD Top 30 |                                      |

2002 ·
2003 ·
2004 ·
2005 ·
2006 ·
2007 ·
2008 ·
2009 ·
2010 ·
2011 ·
2012 ·
2013 ·
2013 ·
2015 ·
2016 ·
2017 ·
2018 ·
2019
- Nederland (Top 40)
- Nederland (Single Top 100)
- Nederland (3FM Mega Top 50)
- Nederland (DVD Top 30)
- Vlaanderen (Radio 2 Top 30)
- Vlaanderen (Ultratop 50)
- Vlaanderen (Top 30 van Ultratop)
- Wallonië
- Australië
- Denemarken
- Duitsland
- Frankrijk
- Italië
- Noorwegen
- Portugal
- Verenigd Koninkrijk
- Verenigde Staten (Hot 100)
- Zwitserland